# Nyanzapitec
Els nyanzapitecs (Nyanzapithecus) foren un gènere de primats ja extint. Només s'hi ha inclòs tres espècies fòssils: Nyanzapithecus vancouveringorum, Nyanzapithecus pickfordi i Nyanzapithecus harrisoni. Visqué durant el Miocè en allò que avui en dia és Kenya. Tenia una massa corporal mitjana d'uns 10 kg.